# Hide-away
「Hide-away」是日本的音樂团体AAA的第22张单曲。2009年10月21日由avex trax发售。

## 概要
- 「Hide-away」是「White Sacas」的主題曲。
- 「With you」是日本電視台動畫「犬夜叉 完結篇」的片尾曲，此曲是A-side「Hide-away」的另一個版本（旋律一樣，但歌詞不同）
- 此單曲有3個版本，但收錄的曲目是不同的，「CD+DVD（Jacket A）」是「Hide-away」和「Hide & Seek」、「CD+DVD（Jacket B）」是「Hide-away」和「Find you」，而「CD ONLY （Jacket C）」是「Hide-away」和「With you」。
- 「Hide & Seek」是由男子組成員主唱，而「Find you」是由女子組成員主唱，此兩曲的旋律與A-side「Hide-away」相若，只是編曲與歌詞上稍有更改
- 在11月2日於公信榜单曲週排行榜取得第2位

## 收录内容

### CD+DVD（Jacket A）
CD
1. Hide & Seek
（作詞：松井五郎 作曲：五十嵐充 Rap詞：日高光啓 編曲：tasuku ）
2. Hide-away
（作詞：leonn 作曲：五十嵐充 Rap詞：日高光啓 編曲：ats- ）
3. Hide & Seek（Instrumental）
4. Hide-away（Instrumental）

DVD
1. Hide & Seek（Music Clip）
2. Hide-away（Music Clip）

### CD+DVD（Jacket B）
CD
1. Find you
（作詞：H.U.B. 作曲：五十嵐充 Rap詞：日高光啓 編曲：五十嵐充 ）
2. Hide-away
3. Find you（Instrumental）
4. Hide-away（Instrumental）

DVD
1. Find you（Music Clip）
2. Hide-away（Music Clip）

### CD ONLY （Jacket C）
1. Hide-away
2. With you
（作詞：leonn 作曲：五十嵐充 Rap詞：日高光啓 編曲：ats- ）
3. Hide-away -dino starr Mix-
4. Hide & Seek -SCP ReVamp Mix-
5. Find you -Super Mix-
6. Hide-away（Instrumental）